# Fortim da Baía de Cumã
O Fortim da baía de Cumã localizou-se em posição dominante na baía de Cumã, atual município de Guimarães, no litoral do estado brasileiro do Maranhão.

## História
A baía de Cumã, após a baía de São Marcos, seguindo a costa do Maranhão para o norte, abrigava um importante aglomerado de aldéias Tupinambás.
No contexto da Dinastia Filipina (1580-1640), após a conquista de São Luís no Maranhão em Novembro de 1615, o Capitão-mor Martim Soares Moreno foi nomeado capitão dos aldeamentos de Cumã, como Matias de Albuquerque (c. 1590-1648) o foi para os de Tapuytapera, ficando ambos sujeitos ao governo da nova Capitania do Maranhão.
Nesse cenário, por determinação do Capitão-mor da Conquista do Maranhão, Alexandre de Moura, o Capitão-mor da Capitania do Rio Grande do Norte, Francisco Caldeira de Castelo Branco, partiu de São Luís, para a conquista da boca do rio Amazonas (25 de Dezembro de 1615), com o título de "Descobridor e Primeiro Conquistador do Rio das Amazonas".
Com três embarcações - o patacho Santa Maria da Candelária, o caravelão Santa Maria das Graças e a lancha grande Assunção -, e cerca de duzentos homens, entre Dezembro de 1615 e Janeiro de 1616 fez escala na baía de Cumã, erguendo um fortim (BARRETTO, 1958:33-35, 79). Certamente uma simples estacada de faxina e terra, com alguma artilharia e pequena guarnição, destinava-se a servir como base de apoio e proteção daquele ancoradouro, bem como da autoridade portuguesa no seio daqueles tradicionais aliados dos franceses.
O levante dos Tupinambá (1617-1621) iniciou-se nesta aldeia, onde todos os europeus foram mortos. Sob o comando do chefe Guaimiaba ("cabelo de velha", em língua tupi), morto em combate, atacaram o Forte do Castelo de Belém (1619). Foram derrotados pela Coroa Portuguesa, quando vítimas de uma epidemia de varíola.